# Luteranismo confessional
O luteranismo confessional é o ramo do luteranismo caracterizado pela subscrição integral aos documentos confessionais do Livro de Concórdia por considerá-los a correta interpretação das Escrituras Sagradas (assinatura quia).
Há várias igrejas luteranas confessionais pelo mundo, sendo a Igreja Luterana - Sínodo de Missouri (LCMS) uma das mais relevantes e conhecidas. No Brasil, a maior e mais importante é a Igreja Evangélica Luterana do Brasil (IELB). Algumas igrejas europeias históricas, como a Igreja Evangélica Luterana da Letônia e a Igreja Evangélica Luterana da Lituânia, também subscrevem o Livro de Concórdia integralmente.
No campo internacional, existem também organizações que visam congregar diferentes corpos eclesiásticos nacionais, sendo o Concílio Luterano Internacional (CLI) e a Conferência Evangélica Luterana Confessional (CELC) as principais delas.

## História

### Antigos luteranos
Os antigos luteranos eram luteranos alemães no Reino da Prússia, especialmente na Província da Silésia, que se recusaram a aderir à União Prussiana de Igrejas nas décadas de 1830 e 1840. O rei da Prússia, Frederico Guilherme III, estava determinado a unificar as igrejas luteranas e calvinistas e homogeneizar a liturgia, a organização e a arquitetura delas. Em uma série de proclamações ao longo de vários anos, a Igreja da União Prussiana foi formada, reunindo um grupo que era majoritariamente luterano e minoritariamente reformado. Como resultado, o governo da Prússia tinha controle total sobre os assuntos da igreja, com o rei reconhecido como o bispo líder.
A tentativa de supressão dos antigos luteranos levou muitos a emigrar para a Austrália, para o Canadá e para os Estados Unidos, resultando na criação de corpos eclesiásticos luteranos significativos nesses países. Em 1835, muitos grupos dissidentes de grupos antigos luteranos estavam buscando a emigração como um meio de encontrar liberdade religiosa. Alguns grupos emigraram para a Austrália e para os Estados Unidos nos anos que antecederam 1841.

#### Migrações para a América do Norte
Várias ondas de antigos luteranos também imigraram para os Estados Unidos durante esse período. Entre eles estava um grupo da Prússia de cerca de 1000 antigos luteranos. Eles eram de Erfurt, Magdeburgo e arredores, liderados por J. A. A. Grabau. Eles emigraram para os Estados Unidos no verão de 1839. Grabau e seus amigos fundaram o "Sínodo dos Luteranos imigrados da Prússia", posteriormente conhecido como Sínodo de Buffalo.
Milhares de outros antigos luteranos se estabeleceram no Meio-Oeste e Alto Meio-Oeste dos Estados Unidos durante esse período. Além dos luteranos antigos, também havia imigrantes neoluteranos do Reino Saxão da Alemanha, onde não havia união evangélica. O pastor luterano Martin Stephan e quase 1.100 outros luteranos saxões partiram para os Estados Unidos em novembro de 1838, estabelecendo-se em e ao redor de St. Louis, Missouri, na imigração luterana saxônica de 1838-39. Esses foram os predecessores da Igreja Luterana - Sínodo de Missouri.

### Neoluteranismo
O neoluteranismo foi um movimento de reavivamento do século XIX dentro do luteranismo que começou com o Erweckung, ou Desapertar, impulsionado pelo pietismo, e se desenvolveu em reação ao pietismo e ao racionalismo teológico.

#### Repristinação vs. Escola de Erlagen
Uma distinção se desenvolveu no neoluteranismo em que um lado se apegava à teologia da repristinação, que tentava restaurar o luteranismo histórico, enquanto o outro se apegava à teologia da Escola de Erlangen, que saía da Universidade de Erlangen. O grupo de teologia da repristinação era representado por Ernst Wilhelm Hengstenberg, Carl Paul Caspari, Gisle Johnson, Friedrich Adolf Philippi, CFW Walther e outros. A teologia da repristinação é mais semelhante ao luteranismo confessional posterior.

## Subscriçãoquiavs. Subscriçãoquatenus
Corpos eclesiásticos e indivíduos luteranos que se identificam como luteranos geralmente aderem a uma subscrição quia (latim para porque) em vez de quatenus (latim para na medida em que) ao Livro de Concórdia, que contém o Credo Apostólico, o Credo Niceno, o Credo Atanasiano, o Catecismo Menor de Martinho Lurero, o Catecismo Maior de Martinho Lutero, a Confissão de Augsburgo, a Apologia da Confissão de Augsburgo, os Artigos de Esmalcalde, o Tratado sobre o primado e o poder do papa, e a Fórmula de Concórdia (Epítome e Declaração Sólida).
A subscrição quia (o Livro de Concórdia é respeitado porque é fiel às Escrituras) implica que o subscritor acredita que não há contradição entre o Livro de Concórdia e as Sagradas Escrituras. A assinatura quatenus (o Livro de Concórdia é respeitado na medida em que é fiel às Escrituras) implica que o assinante deixa espaço para a possibilidade de haver uma contradição das Escrituras no Livro de Concórdia, caso em que o subscritor pode se apegar às Escrituras contra o Livro de Concórdia. Luteranos confessionais afirmam que isso os distingue de outros corpos eclesiásticos luteranos ("mainline") e luteranos, que, eles acreditam, se apegam a uma assinatura quatenus.
C. F. W. Walther explicou o significado de subscrição confessional:
Uma assinatura incondicional é a declaração solene que o indivíduo que deseja servir a igreja faz sob juramento (1) de que aceita o conteúdo doutrinário das nossas Confissões Luteranas, porque reconhece o facto de que elas estão em total acordo com as Escrituras e não militam contra as Escrituras em nenhum ponto, seja o ponto de maior ou menor importância; e (2) que ele, por isso, acredita sinceramente nesta verdade divina e está determinado a pregar esta doutrina.